# Ebbe Bassey
Ebbe Bassey es una actriz nigeriana nacida en Estados Unidos.

## Biografía
Bassey nació en Estados Unidos, pero pasó su adolescencia en Calabar antes de mudarse permanentemente a Nigeria. Está casada con Mark Manczuk.

## Carrera
Ha protagonizado películas nigerianas y estadounidenses, incluidas Doctor Bello, Mother of George y NYPD Blue. Recibió una nominación a mejor actriz de reparto por su papel en la película Ties That Bind. En 2012, anunció planes para crear un cortometraje, Saving Father, que debía promover y aumentar la conciencia de las personas que viven con SIDA. En los Nigeria Entertainment Awards 2013, fue nominada como mejor actriz de reparto. En 2012, actuó en Turning Point. La película ganó premios en Nollywood and African Film Critics Awards en Estados Unidos. En 2016, interpretó a "Imani" en Tomorrow Ever After y obtuvo críticas positivas por su actuación. Fue coanfitriona de los Nigeria Entertainment Awards 2016 junto a Richard Mofe-Damijo en el BMCC Tribeca Performing Arts Center de Nueva York.